# Velká (Opava)
Die Velká ist ein rechter Nebenfluss der Opava in Tschechien.

## Verlauf
Die Velká entspringt östlich von Bratříkovice am Fuße des Hügels Hůrka (440 m). An ihrem nach Osten führenden Lauf liegen Nový Dvůr, Stěbořice, V Podhájí, Zlatníky und Jaktař. Nach 16,8 Kilometern mündet die Velká gegenüber dem Stříbrné jezero bei Karlovec am nordwestlichen Stadtrand von Opava in die Opava.

## Zuflüsse
- Hlavnický potok (r), bei Hlavnice
- Jezdkovický potok (r), bei Stěbořice
- Milostovický potok (l), bei Milostovice
- Vlaštovičký potok (l), Jaktař